# José Bonifácio (kommun)
José Bonifácio är en kommun i Brasilien.   Den ligger i delstaten São Paulo, i den södra delen av landet, 600 km söder om huvudstaden Brasília. Antalet invånare är 32 774.
Följande samhällen finns i José Bonifácio:
- José Bonifácio

Omgivningarna runt José Bonifácio är en mosaik av jordbruksmark och naturlig växtlighet. Runt José Bonifácio är det ganska glesbefolkat, med 30 invånare per kvadratkilometer.